# Conseil départemental du Loiret
Cet article concerne le Loiret, en tant que collectivité territoriale. Pour le territoire du Loiret (division administrative), voir Loiret (département). Pour les autres significations, voir Loiret.
Le conseil départemental du Loiret est l'assemblée délibérante du département français du Loiret, collectivité territoriale décentralisée. Par extension et abus de langage, le conseil départemental désigne également la collectivité territoriale elle-même. Son siège se situe à Orléans.

## Histoire
Les départements sont créés en 1790 sous la Révolution française. Le nouveau découpage administratif doit permettre à l’État de mettre fin au complexe maillage des diverses circonscriptions locales, d'éradiquer privilèges et franchises et d’exercer un pouvoir cohérent sur l’ensemble du territoire. La liberté de gestion laissée aux conseillers généraux d’alors est faible. D’abord nommés, puis élus au suffrage censitaire en 1833 sous la monarchie de Juillet, au suffrage universel en 1848 sous la Deuxième République, les conseillers généraux sont des notables dans un département essentiellement agricole. Les présidents sont à nouveau nommés par le pouvoir central de 1852 à 1870 sous le Second Empire.
La loi du 10 août 1871, sur les conseils généraux modernise l'institution départementale en lui donnant le cadre institutionnel et les prérogatives qui prévaudront, en définitive, pendant plus d'un siècle jusqu'aux lois de décentralisation. Sept présidents sont élus au poste de président du conseil général sous la IIIe République, de Louis Jahan en 1870 à Marcel Donon en 1879.
Sous le régime de Vichy (1940-1944), les sessions des conseils généraux et des commissions départementales sont suspendues par la loi du 12 octobre  1940. Les pouvoirs qui leur étaient dévolus sont exercés par le préfet qui est assisté d’une commission administrative composée de sept à neuf membres nommés par arrêtés du ministre secrétaire d’État à l’Intérieur.
Six présidents élus occupent le poste de président du conseil général de 1945 à 1982, sous la tutelle du préfet : Pierre Dézarnaulds (1945-1956), Maurice Charpentier (1956-1958), Pierre Perroy (1958-1961), Claude Lemaitre-Basset (1961-1964), Pierre Pagot (1964-1979) et Kléber Malécot (1979-1995).
La loi du 2 mars 1982 harmonise les collectivités territoriales entre elles en énonçant dans son article 1er : « Les communes, les départements et les régions s’administrent librement par des conseils élus. » Cette mesure revêt une importance capitale car, désormais, si les organes délibérants sont élus, les organes exécutifs le sont aussi. Ce n’est plus le Préfet qui met en œuvre les politiques du Département, mais le Président du Conseil général. La collectivité devient pleinement responsable de ses actes, le contrôle du préfet s'exerce désormais a posteriori et non a priori. Le premier élu exerçant la fonction de président après les lois de décentralisation est Kléber Malécot. Éric Doligé lui succède en 1994.
Une nouvelle réforme intervient en 2015. Le nombre de cantons est divisé par deux et le mode d'élection est le suffrage binominal mixte. Chaque canton est représenté par un homme et une femme, dénommés conseillers départementaux, permettant la constitution d'une assemblée départementale respectant exactement la parité hommes-femmes alors que le taux de représentation des femmes était auparavant de 31 % dans le Loiret (13 femmes pour 42 élus). Les compétences sont également redéfinies. Hugues Saury est élu président de cette nouvelle assemblée, désormais dénommée conseil départemental.

## Organe délibérant: le conseil départemental

### Composition

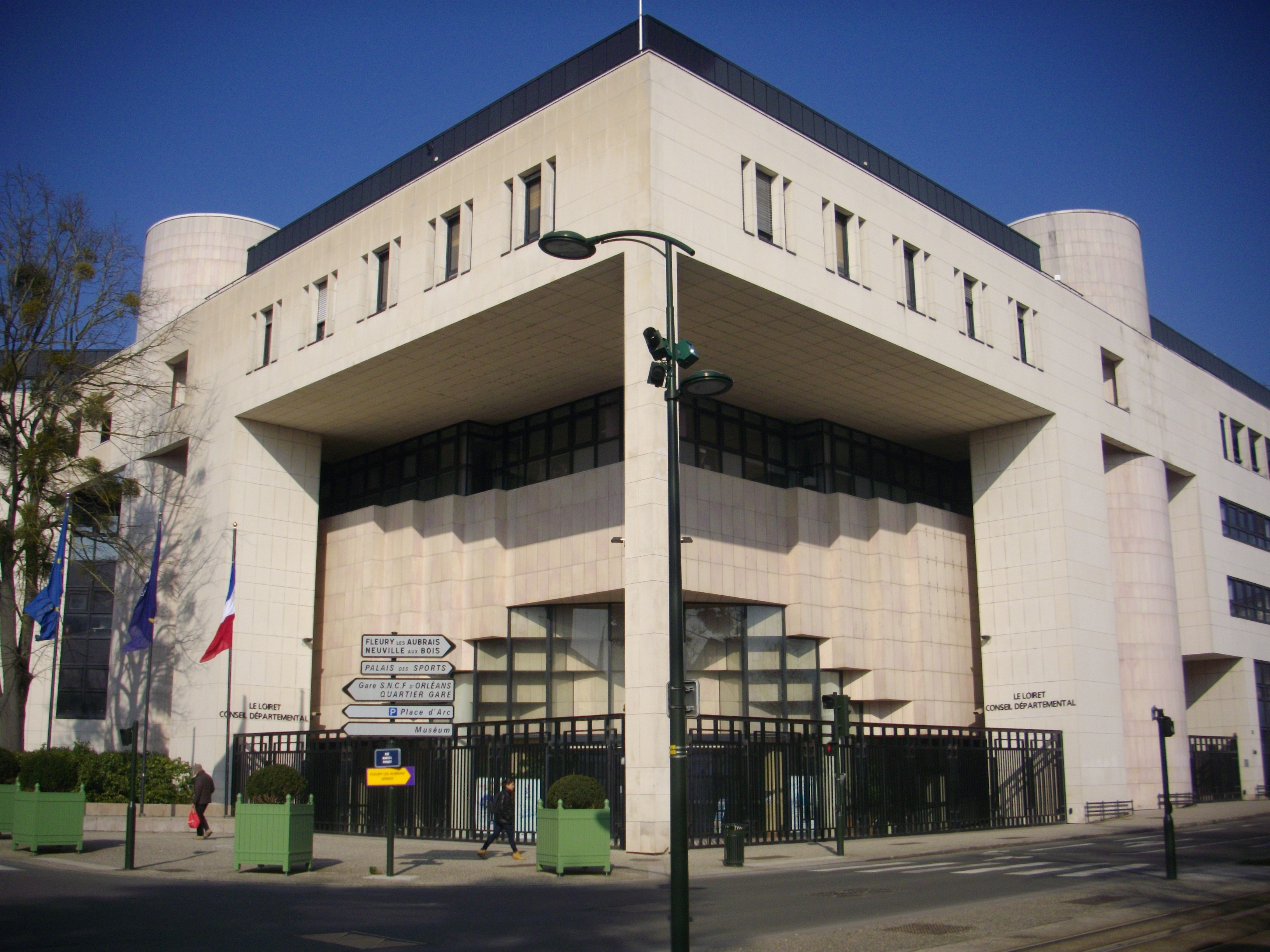
Siège du conseil départemental à Orléans.

Résultats des élections départementales dans le Loiret.

Chaque collectivité territoriale est dotée d’un organe délibérant et d’un organe exécutif. Le conseil départemental, dénommé « conseil général » antérieurement à 2015, est l'assemblée délibérante du département, élue au suffrage universel direct par les électeurs du département (article L3211-1 du CGCT). La loi no 2013-403 du 17 mai 2013 relative à l'élection des conseillers départementaux, des conseillers municipaux et des conseillers communautaires, et modifiant le calendrier électoral s'appliquant à compter des élections de mars 2015 a en effet changé la terminologie « conseil général » en « conseil départemental ». Ses élus, appelés « conseillers départementaux » (« conseillers généraux » avant mars 2015), ont pour mission d'élaborer et de voter les délibérations du conseil départemental qui engagent l'avenir du département dans de nombreux domaines.
De 1982 à 2015, le conseil général du Loiret comprend 41 conseillers généraux issus des 41 cantons du Loiret. À partir de 2015, l'assemblée départementale est composée de 42 membres issus des 21 nouveaux cantons.
Au sein de l'assemblée départementale, existent des commissions internes : la commission permanente dispose d'un pouvoir de décision dans certaines matières en raison d'une délégation émanant de l'assemblée et les commissions consultatives thématiques dites « commissions intérieures » qui constituent un simple instrument d'information et d'aide à la prise de décision. La commission permanente est un organe délibérant qui statue sur les sujets que l'assemblée locale lui a délégués, réserve faite des compétences ayant trait au budget qui sont exclues du champ de la délégation (article L3211-2 du CGCT).

### Mandature 2011-2015
Le président est Éric Doligé (UMP) depuis 1994. Les représentants sont regroupés au sein de trois groupes. Le groupe majoritaire est situé à droite sur l'échiquier politique français, il est composé de 19 membres de l'UMP, de quatre « divers droite », de trois « sans étiquette » et d'un MoDem. Deux groupes marqués à gauche sont situés dans l'opposition. Le groupe que forme les socialistes et les écologistes compte 11 membres tandis que le groupe communiste en compte trois.
L'assemblée départementale élue à l'issue des élections de 2011 se compose de la manière suivante :
|                                                  | Groupes                                                                             | Partis | Partis | Élus |
| ------------------------------------------------ | ----------------------------------------------------------------------------------- | ------ | ------ | ---- |
| Majorité (27)                                    | Groupe de la majorité départementale Président : Antoine Carré                      |        | UMP    | 18   |
| Majorité (27)                                    | Groupe de la majorité départementale Président : Antoine Carré                      |        | DVD    | 7    |
| Majorité (27)                                    | Groupe de la majorité départementale Président : Antoine Carré                      |        | UDI    | 2    |
| Opposition (14)                                  | Groupe des élus socialistes, écologistes et républicains Président : David Thiberge |        | PS     | 9    |
| Opposition (14)                                  | Groupe des élus socialistes, écologistes et républicains Président : David Thiberge |        | EELV   | 2    |
| Opposition (14)                                  | Groupe communiste et républicain Président : Franck Demaumont                       |        | PC     | 3    |
| Président du Conseil général : Éric Doligé (UMP) |                                                                                     |        |        |      |

La commission permanente se compose d'un président, de douze vice-présidents et de treize membres. Par délégation du président, les vice-présidents s'occupent plus particulièrement d'un domaine spécifique. Ils mettent en œuvre les décisions prises par l'assemblée départementale et préparent les budgets nécessaires.
Cinq commissions, composées chacune d'un président, de plusieurs vice-présidents, d'un secrétaire et de plusieurs membres, sont spécialisées chacune autour des thématiques suivantes : « aménagement du territoire, action économique, transports, affaires scolaires et sportives » ; « environnement et construction » ; « affaires sociales et culturelles et jeunesse » ; « finances et patrimoine » ; « routes et infrastructures ».

### Mandature 2015-2021

#### Composition
| Président du Conseil départemental   |       |       |      |                                       |
| Marc Gaudet (UDI)                    |       |       |      |                                       |
| Parti                                | Sigle | Sigle | Élus | Groupes                               |
| Majorité (36 sièges)                 |       |       |      |                                       |
| Les Républicains                     |       | LR    | 19   | Majorité départementale               |
| Divers droite                        |       | DVD   | 13   | Majorité départementale               |
| Union des démocrates et indépendants |       | UDI   | 4    | Majorité départementale               |
| Opposition (6 sièges)                |       |       |      |                                       |
| Parti socialiste                     |       | PS    | 5    | Socialiste, écologiste et républicain |
| Europe Écologie Les Verts            |       | EÉLV  | 1    | Socialiste, écologiste et républicain |

#### Commission permanente
Pour la mandature 2015-2021, la commission permanente est composée de vingt-six membres, dont dix vice-présidents et d'autres conseillers départementaux, dont la députée Marianne Dubois, élue dans le canton de Pithiviers.
Obligatoirement paritaire, on y retrouve treize hommes et treize femmes. Parmi eux, quatre font partie de la gauche : Christophe Chaillou, Vanessa Baudat-Slimani, Michel Breffy et Hélène Lorme. Europe-Écologie-Les verts n'est pas représenté.
La Majorité départementale compte vingt-deux membres dont quatre élus centristes encartés à l'Union des démocrates et indépendants (UDI) : Marc Gaudet, premier vice-président, Alexandrine Leclerc (6e), Jean-Pierre Gabelle (9e) et Nathalie Kerrien. L'un des 22 se revendique sans étiquette : Gérard Dupaty.

#### Commissions intérieures
Six commissions intérieures sont définies pour la mandature 2015-2021 :
| Commission                                           | Missions | Président de commission |
| ---------------------------------------------------- | --- | ----------------------- |
| Bâtiments, routes et transports                      | Voirie et gestion des routes départementales (création, modernisation et entretien) - transports - patrimoine bâti départemental - construction, maintenance et entretien des bâtiments départementaux - canaux, ouvrages d'art, voles ferrées - électrification rurale - service départemental d'incendie et de secours - fonds de concours de l'État pour les routes nationales - subventions aux communes pour la voirie et les réseaux - sécurité routière. | Marc Gaudet             |
| Logement et insertion                                | Insertion - prévention - revenu de solidarité active (RSA) - logement - emploi - politique de la ville et sécurité. | Viviane Jehannet        |
| Enfance, personnes âgées et handicap                 | Enfance - protection de l'enfance - handicap - personnes âgées et autonomie. | Alexandrine Leclerc     |
| Économie, tourisme, patrimoine et culture            | Développement économique (commerce, agriculture, industrie et tourisme) - aménagement du territoire - nouvelles technologies d'information et de communication (NTIC) et aménagement numérique - tourisme - culture - lecture publique et archives - fonctionnement et équipements culturels (châteaux, patrimoine historique...) - coopération décentralisée. | Frédéric Néraud         |
| Éducation, sports, jeunesse, sports et environnement | Fonctionnement et programmation des collèges - enseignement supérieur, recherche et transfert de technologies - jeunesse - conseil départemental junior - équipements sportifs et de loisirs - subventions de fonctionnement et d'investissement aux activités et mouvements sportifs - actions périscolaires - actions en faveur de l'environnement (milieux naturels et parcs départementaux, politique des rivières, gestion de la Loire et des levées, gestion des déchets, gestion de l'assainissement individuel et collectif) - plan départemental des espaces, sites et itinéraires - risques naturels. | Gérard Malbo            |
| Finances, ressources humaines et services support    | Budgets et comptes du Département, gestion financière, impôts et taxes - suivi de la programmation financière des opérations - administration départementale et personnel - études et projets généraux - fonctions supports - commande publique - affaires juridiques - affaires européennes - fonctionnement de l'assemblée - communication - garantie d'emprunts | Pauline Martin          |

### Indemnités du conseiller départemental
Les conseillers départementaux ont droit à une indemnité dont le montant est encadré par la loi no 2002-276 du 27 février 2002 relative à la démocratie de proximité – articles 81 et 99 -  et par le décret du 7 juillet 2010. Les indemnités sont fixées par référence au montant du traitement correspondant à l'indice 1015 de la fonction publique et elles sont variables selon la taille du département. Pour le département du Loiret, dont la population est comprise entre 500 000 et 1 000 000 habitants, l'indemnité maximale pour un élu sans fonction spécifique est, depuis le 1er juillet 2010, de 60 % de l'indice 2015, soit 2 280,80 €. Pour un membre de la Commission permanente, l'indemnité du conseiller est majorée de 10 % (article L.3123-17 du CGCT). Pour un vice-président ayant délégation de l'exécutif du conseil départemental elle est majorée de 40 % (article L.3123-17 du CGCT). Pour le président du onseil départemental, elle correspond à l'IB 1015 majoré de 45 % (article L.3123-17 du CGCT). Si un élu détient plusieurs mandats, le montant mensuel d'indemnité est plafonné à 8 272,02 euros (une fois et demie le montant de l'indemnité parlementaire de base). En cas de dépassement, la différence est reversée à la collectivité concernée par la dernière élection.

## Organe exécutif: le président, les vice-présidents et le bureau

### Président
En tant que chef de l'exécutif du département, le président du conseil départemental a des attributions essentielles :
- il prépare, propose et exécute le budget du département. Il ordonnance les dépenses et prescrit l'exécution des recettes (article L 3221-2 du CGCT) ;
- il veille à l'entrée en vigueur des délibérations de l'assemblée départementale en assurant leur publicité ainsi que leur transmission au préfet de département ;
- il gère le domaine du département (article L. 3221-4 du CGCT) ;
- il prépare, négocie et, après « autorisation » du conseil, signe les contrats ;
- il représente le département en justice : avec l'autorisation du conseil général, il intente les actions au nom de la collectivité, et sur avis conforme de la commission permanente, il défend à toute action intentée contre la collectivité (CGCT, article L. 3221-10 du CGCT).

Neuf élus ont occupé le poste de président du conseil général puis départemental de 1945 à ce jour.
| Présidents             | Année de naissance | Année de décès | Année d'élection au conseil général | Âge d'accès au conseil général | Durée totale des mandats de conseillers général (en années) | Année d'élection à la présidence du conseil général | Âge d'accès à la présidence du conseil général |
| ---------------------- | ------------------ | -------------- | ----------------------------------- | ------------------------------ | ----------------------------------------------------------- | --------------------------------------------------- | ---------------------------------------------- |
| Pierre Dézarnaulds     | 1879               | 1975           | 1919                                | 40                             | 44                                                          | 1945                                                | 66                                             |
| Maurice Charpentier    | 1908               | 1965           | 1951                                | 43                             | 14                                                          | 1956                                                | 48                                             |
| Pierre Perroy          | 1907               | 1990           | 1949                                | 42                             | 12                                                          | 1958                                                | 51                                             |
| Claude Lemaitre-Basset | 1900               | 1983           | 1945                                | 45                             | 28                                                          | 1961                                                | 61                                             |
| Pierre Pagot           | 1902               | 1988           | 1955                                | 53                             | 24                                                          | 1964                                                | 62                                             |
| Kléber Malécot         | 1915               | 2008           | 1958                                | 43                             | 36                                                          | 1979                                                | 64                                             |
| Éric Doligé            | 1943               |                | 1985                                | 42                             | 30                                                          | 1994                                                | 51                                             |
| Hugues Saury           | 1958               |                | 2008                                | 50                             |                                                             | 2015                                                | 57                                             |
| Marc Gaudet            | 1964               |                | 2004                                | 53                             |                                                             | 2017                                                |                                                |

### Vice-présidents
En 2015, dix conseillers départementaux ont été désignés vice-présidents : Marc Gaudet (1er vice-président), Viviane Jehannet (2e), Frédéric Néraud (3e), Pauline Martin (4e), Gérard Malbo (5e), Alexandrine Leclerc (6e), Christian Bourillon (7e) ; Florence Galzin (8e), Jean-Pierre Gabelle (9e) et Nadine Quaix (10e).

## Communication

### Bulletins d'information
Plusieurs bulletins d'informations édités par le conseil général et destinés à relayer ses prises de décision et la vie du département se sont succédé ou coexistent.
Dès le XIXe siècle, les rapports, décisions et procès-verbaux des séances du conseil général sont compilés et publiés.
Entre février 1981 et février 1982, trois numéros de « 45, le Loiret : notre département » sont parus.
En 1982 paraît « Reflets de la vie départementale » présenté comme un bulletin de liaison du conseil général.
Depuis septembre 1983 est édité le « bulletin officiel du département du Loiret ».
Le magazine trimestriel « Reflets du Loiret » a informé le grand public de 1984 à 2012. En 2012, "Reflets du loiret" est devenu "Loiret mag". Il comporte 32 pages d'actualités et de courts reportages. La loi du 27 février 2002 relative à la démocratie de proximité y réserve une page destinée à recueillir les articles des différents groupes politiques représentés au conseil général.
« La Note d'information » est créée en 1991 ainsi que les publications relatant les « Réunions de la Commission permanente ».
Depuis 1996 paraît « Le canard du Général », le journal interne du conseil général du Loiret.
« Décision Loiret », la lettre du conseil général du Loiret paraît depuis février 1997.

### Identité visuelle
Le logotype actuel du conseil général du Loiret s'inspire du blason du Loiret, lui-même dérivé des armoiries du duché d'Orléans. L'ancien logotype du Loiret évoquait par un « L » décomposé en bandes orangées à jaune les différentes régions agricoles (Beauce, Gâtinais, etc.) et verte, les forêts (Sologne, d'Orléans, etc.) du département, reliées par un arc bleu symbolisant la Loire.

Premier logotype du conseil général du Loiret
Logo de 1997 à 2003
Logo de 2003 au 31 décembre 2009.
Logo du 1er janvier 2010 à 2014
Logo du Loiret à partir de 2014